# 샌드 헬프
"샌드 헬프"(영어: Send Help)는 2026년 개봉 예정인 미국의 공포 영화로, 샘 레이미가 감독을 맡았다.